# شفط بالتخلية
الشفط بالتخلية أو المص بالتخلية، تستخدم الشفط لإزالة محتويات الرحم عبر عنق الرحم. يمكن أن تستخدم كطريقة للإجهاض المحرَّض، أو كإجراء علاجي بعد الإسقاط (الإجهاض التلقائي)، أو كإجراء للحصول على عينة من أجل خزعة بطانة الرحم. تعد معدلات الإصابة أقل من أي إجراء آخر للإجهاض الجراحي إذ تكون نحو 0.5%.
قد تستخدم بعض المراجع مصطلحات مثل توسيع وتفريغ الرحم أو توسيع وكحت الرحم للإشارة إلى عملية الشفط بالتخلية، على الرغم من أن هذه المصطلحات تستخدم للدلالة على إجراءات مختلفة.

## لمحة تاريخية
استخدم الطبيبان وو يوانتاي ووو شانزين في الصين الشفط لأول مرة كطريقة لإزالة محتويات الرحم عوضًا عن الاستخدام السابق للمجرفة المعدنية الصلبة في عام 1958، مع ذلك، تُرجِمت أبحاثهما إلى الإنجليزية في الذكرى الخمسين للدراسة التي «أدت بالتقنية في النهاية لتصبح أكثر الإجراءات التوليدية شهرة وأمانًا».
في كندا، كان هنري مورغينتالر أول من أجرى هذه الطريقة وحسّنها، محققًا معدل مضاعفات قُدر بنحو 0.48% ولم تُسجل أي وفيات ضمن أكثر من خمسة آلاف حالة. وكان أول طبيب في أمريكا الشمالية يستخدم هذه الطريقة، ودرب الأطباء الآخرين على استخدامها.
جلبت دوروثيا كيرسليك الطريقة إلى المملكة المتحدة عام 1967 ونشرت دراسة في الولايات المتحدة ما زاد من انتشار هذه التقنية.
عدّل هارف يكارمان التقنية في الولايات المتحدة في أوائل سبعينيات القرن الماضي بتطوير قُنية كارمان، وهي قُنية ناعمة ومرنة جنّبت الحاجة إلى توسيع عنق الرحم بدايةً وبالتالي خفضّت مخاطر ثقب الرحم.

## الاستخدامات السريرية
قد يُستَخدم الشفط بالتخلية كطريقة للإجهاض المحرَّض، أو كإجراء علاجي عقب الإسقاط، أو للمساعدة في تنظيم الدورة الطمثية، أو كإجراء للحصول على عينة من أجل خزعة بطانة الرحم. وتُستخدم أيضًا لإنهاء الحمل العنقودي.
يُستخدم الشفط بالتخلية كطريقة لتدبير الإسقاط أو كطريقة للإجهاض، إما لوحده أو مع توسيع عنق الرحم في أي وقت من الثلث الأول من الحمل (حتى الأسبوع 12 من العمر الحملي). بالنسبة للحمول الأكثر تطورًا، قد يُستخدم الشفط بالتخلية كإحدى خطوات إجراء توسيع وتفريغ الرحم. يعد الشفط بالتخلية الإجراء الأول في معظم عمليات الإجهاض في الثلث الأول من الحمل في العديد من البلدان.

## الإجراء
الشفط بالتخلية إجراء خارجي يتضمن عادةً زيارة إلى العيادة لمدة عدة ساعات. يستغرق الإجراء نفسه أقل من 15 دقيقة. ويُجرى الشفط إما بمضخة كهربائية (الشفط بالتخلية الكهربائي أو إي في آيه) أو بمضخة يدوية (الشفط بالتخلية اليدوي أو إم في آيه). يمكن أن تعمل محقنة محمولة باليد بقياس 25 أو 50 معيار كمضخة يدوية. توفر كلا الطريقتين نفس الدرجة من الشفط، وبالتالي يمكن اعتبارهما متكافئتين من حيث الفعالية والأمان.
قد يستخدم الطبيب في البداية مخدرًا موضعيًا لتخدير عنق الرحم. ثم يستخدم أدوات تدعى «الموسعات» لفتح عنق الرحم، أو قد يلجأ أحيانًا للتوسيع المحرَّض طبيًا بالأدوية. وأخيرًا، يدخِل قُنية معقمة داخل الرحم ويوصلها عبر التنبيب إلى مضخة. تخلق المضخة الشفط الذي يفرّغ محتويات الرحم.
بعد انتهاء إجراء تدبير الإجهاض أو الإسقاط، تُفحص النسج التي أُزيلت من الرحم للتأكد من سلامة الإجراء. يجب أن تشمل الأنسجة المتوقع إيجادها أنسجة الجنين أو المضغة، بالإضافة إلى الغشاء الساقط والزغابات المشيمية والسائل السلوي والغشاء السلوي وأنسجة أخرى.
تشمل رعاية ما بعد العلاج مراقبة قصيرة في مكان خاص للتعافي، وموعدًا لاحقًا بعد نحو أسبوعين من الإجراء. وتميل هذه الرعاية لتشمل اختبارات لتحري العدوى في حال عدم إزالة أي مواد حيوية بصورة جيدة.
تشمل الأدوية الإضافية التي تُستخدم في الشفط بالتخلية المسكنات المضادة للالتهاب اللاستيروئيدية التي قد يبدأ إعطاؤها للمريضة في اليوم السابق للإجراء، بالإضافة للميزوبروستول في اليوم السابق لإنضاج عنق الرحم.

## فوائد ومضار توسيع وكحت الرحم
اعتُبر توسيع وكحت الرحم (دي آند سي)، والمعروف أيضًا بالكحت الحاد، سابقًا معيارًا للرعاية في الحالات التي تتطلب تفريغ الرحم. ولكن، يتمتع الشفط بالتخلية بالعديد من المزايا التي تجعله أفضل من توسيع وكحت الرحم، وحل محله في الكثير من الأماكن.
قد يُستخدم الشفط بالتخلية في مرحلة أبكر من الحمل بالمقارنة مع توسيع وكحت الرحم. يعد الشفط بالتخلية اليدوي الإجراء الجراحي الوحيد للإجهاض المتوافر قبل الأسبوع السادس من الحمل. يملك الشفط بالتخلية معدل مضاعفات أقل بالمقارنة مع توسيع وكحت الرحم.
يعد الشفط بالتخلية، وبالأخص الشفط بالتخلية اليدوي، أرخص بكثير من توسيع وكحت الرحم. وتكلف المعدات اللازمة للشفط بالتخلية أقل من كلفة مجموعة أدوات الكحت. وفي حين أن توسيع وكحت الرحم لا يُجرى إلا من قبل الطبيب، قد يُجرى الشفط بالتخلية من قبل السريريين المتدربين مثل مساعدي الأطباء والقابلات.
لا يتطلب الشفط بالتخلية اليدوي وجود الكهرباء، وبالتالي يمكن إجراؤه في المناطق التي لا تملك خدمة كهربائية يُعتمَد عليها أو لا تملك كهرباء على الإطلاق. للشفط بالتخلية اليدوي أيضًا ميزة أنه صامت، ولا يخلق ضجة مضخة الشفط الكهربائية.

## المضاعفات
حين يُستخدم الشفط بالتخلية لتفريغ الرحم، يعطي فاعلية 98% في إزالة كل محتويات الرحم. تتطلب بقايا منتجات الحمل إجراء شفط ثانٍ. يعد هذا الاختلاط أكثر شيوعًا حين يؤدى الإجراء في مراحل باكرة جدًا من الحمل، قبل الأسبوع السادس من العمر الحملي.
تحدث المضاعفات الأخرى بمعدل أقل من واحد من كل مئة إجراء، وتشمل النزف الغزير، والإنتان، وأذية عنق الرحم أو جسم الرحم بما في ذلك ثقب الرحم، والالتصاقات الرحمية.